# Василащук, Анна Васильевна
Анна Васильевна Василащу́к (1924—2003?) — советская и украинская художница декоративного искусства (художественное ткачество).

## Биография
Родилась 2 ноября 1924 года в селе Шешоры (ныне Косовский район, Ивано-Франковская область, Украина) в крестьянской семье. Во время войны, когда через их село проходила линия фронта, родительский дом сгорел, и семья перебралась в соседнее село Шешоры. Здесь Анна окончила школу.
В 1964—1971 годах выполнила орнаментальные полотенца, которые посвятила Т. Г. Шевченко. Репродукциями полотенец Василащук и Г. Верес, «Кобзарь» Шевченко (Киев, 1971). В 1967 в Государственном музее имени Т. Г. Шевченко экспонируется выставка произведений мастерицы «Венок Кобзарю».

## Награды и премии
- Государственная премия УССР имени Т. Г. Шевченко (1968 год) — за цикл украинских народных тканых рушников (1965—1967)